# Михаела Дорфмајстер
Михаела Дорфмајстер је бивша аустријска алпска скијашица. Освојила је велики кристални глобус, златне медаље на олимпијским играма и светским првенствима. Она је најстарија скијашица која је остварила победу у Светском купу.

## Биографија
Рођена је у Бечу, а са четири године се преселила у Нојзидл, где је научила да скија. Са четрнаест година почела је да скија у школи скијања Skihandelsschule у Шладмингу. Са седамнаест година постала је омладинска првакиња Аустрије у спусту и слалому. Исте године учествовала је и на сениорском првенству Аустрије где је, на опште изненађење, победила знатно старије и искусније противнице.
У Светском купу дебитовала је 21. децембра 1991. у Сер Шеваљеу у спусту и освојила је 26. место. Прву победу је забележила тек четири године касније, 16. децембра 1995. у Занкт Антону ам Арлбергу. Међутим ни након те победе није имала значајније резултате. На Зимским олимпијским играма 1998. у Нагану изгубила је златну медаљу у супервелеслалому за само једну стотинку од Пикабу Стрит. Наредне године на Светско првенству 1999. у Вејлу освојила је сребро у спусту и бронзу у супервелеслалому.
Први кристални глобус је освојила у велеслалому у сезони 1999/2000, док је у укупном поретку Светског купа била другопласирана иза сународнице Ренате Гечл.
У сезони 2000/01. остварила је само две победе али је зато на Светском првенству 2001. у Занкт Антону ам Арлбергу освојила златну медаљу у спусту.
Сезона 2001/02. је била најуспешнија у каријери Михаеле Дорфмајстер. Показала се као најкомплетнија скијашица јер је у спусту, велеслалому и комбинацији била друга а у велеслалому трећа на крају сезоне. Као круна те сезоне освојила је велики кристални глобус намењен победници у укупном поретку Светског купа. На Зимским олимпијским играма 2002. у Солт Лејк Ситију није успела да освоји медаљу.
У сезони 2002/03. победила је у две трке спуста, што јој је било довољно да освоји мали кристални глобус у тој дисциплини. На Светском првенству 2003. у Санкт Морицу по други пут је постала светска шампионка, овог пута у супервелеслалому. Те године је изабрана за најбољу спортисткињу Аустрије.
Током сезоне 2003/04. није забележила ни једну победу иако је била шеста у укупном поретку Светског купа. У сезони 2004/05. остварила је три победе у супервелеслалому и мали кристални глобус у тој дисциплини, као и две победе у спусту. На Светском првенству 2005. у Санта Катерини није успела да заврши ни једну од три трке у којима је учествовала.
На Зимским олимпијским играма 2006. освојила је златне медаље у спусту и супервелеслалому и тако после Петре Кронбергер постала друга Аустријанка која је освојила две златне медаље у алпском скијању на олимпијским играма.
Пред крај каријере победила је 3. марта 2006. у Хафјелу у трци супервелеслалома и тако постала најстарија победница неке трке Светског купа. По завршетку сезоне 2005/06. окончала је своју четрнаестогодишњу каријеру.
Михаела Дорфмајстер је у марту 2009. постала мајка.

## Освојени кристални глобуси
| Сезона | Дисциплина      |
| ------ | --------------- |
| 2000   | Велеслалом      |
| 2002.  | Укупно          |
| 2003.  | Спуст           |
| 2006.  | Спуст           |
| 2005.  | Супервелеслалом |
| 2006.  | Супервелеслалом |

## Победе у Светском купу
25 победе (7 у спусту, 10 у супервелеслалому и 8 у комбинацији)
| Датум              | Место                  | Трка            |
| ------------------ | ---------------------- | --------------- |
| 16. децембар 1995. | Занкт Антон ам Арлберг | Спуст           |
| 6. март 1999.      | Санкт Мориц            | Супервелеслалом |
| 4. децембар 1999.  | Сер Шеваље             | Велеслалом      |
| 9. децембар 1999.  | Вал д'Изер             | Велеслалом      |
| 5. јануар 2000.    | Марибор                | Велеслалом      |
| 8. јануар 2000.    | Берхтесгаден           | Велеслалом      |
| 11. фебруар 2000.  | Санта Катерина         | Супервелеслалом |
| 24. новембар 2000. | Аспен                  | Супервелеслалом |
| 9. децембар 2000.  | Сестријере             | Велеслалом      |
| 27. октобар 2001.  | Зелден                 | Велеслалом      |
| 19. јануар 2002.   | Берхтесгаден           | Велеслалом      |
| 31. јануар 2002.   | Оре                    | Велеслалом      |
| 6. март 2002.      | Алтенмаркт им Понгау   | Спуст           |
| 7. март 2002.      | Алтенмаркт им Понгау   | Супервелеслалом |
| 21. децембар 2002. | Ленцерхајде            | Спуст           |
| 1. март 2003.      | Инзбрук                | Спуст           |
| 5. децембар 2004.  | Лејк Луиз              | Супервелеслалом |
| 6. јануар 2005.    | Санта Катерина         | Спуст           |
| 16. јануар 2005.   | Кортина д'Ампецо       | Спуст           |
| 19. фебруар 2005.  | Оре                    | Супервелеслалом |
| 11. март 2005.     | Ленцерхајде            | Супервелеслалом |
| 18. децембар 2005. | Вал д'Изер             | Супервелеслалом |
| 20. јануар 2006.   | Санкт Мориц            | Супервелеслалом |
| 21. јануар 2006.   | Санкт Мориц            | Спуст           |
| 3. март 2006.      | Хафјел                 | Супервелеслалом |